# Plaza de Jesús
La plaza de Jesús es una ensanche de la calle de Jesús, de la ciudad española de Madrid, situada en el barrio de Cortes, distrito Centro. Comienza en la calle de Lope de Vega y termina en la de Cervantes. En su perímetro se encuentra la actual basílica de Jesús de Medinaceli, además de algunas tabernas de rancia tradición madrileña, como La Daniela y La Dolores, contraste que hace que con frecuencia se mezclen en la plaza las colas de romeros, beatas y devotos del Cristo de Medinaceli, muy apreciado, con grupos nómadas de celebrantes, turistas y súbditos del aperitivo madrileño.

## Historia
La plaza de Jesús figura sin nombre en el plano de Texeira de 1656, como recogen en su tratado sobre Las calles de Madrid. Noticias, tradiciones y curiosidades, el cronista Carlos Cambronero y el investigador Hilario Peñasco de la Puente, que confirman que tampoco aparece rotulada como plaza en el plano de Antonio Espinosa de los Monteros de 1769, interpretando desde un principio que se trata de un ensanche o prolongación de la contigua «calle de Jesús», denominada en el siglo xvii «de los Trinitarios». En 1889 se conservaban antecedentes de construcciones particulares de 1678. En la parte superior del ensanchamiento se inicia, hacia el oeste, la antigua «calle de Francos», luego «de Cervantes». En el extremo norte, tapiado entonces, se trazaría más adelante la calle del Duque de Medinaceli, que enlaza con la plaza de las Cortes.
En la plaza se conservaba aún en 1968, una fuente –quizás la misma fotografiada por Alfonso Begué en 1864– que se surtía con aguas del Viaje bajo Abroñigal.
Al sur de este ensanche tiene su inicio la susodicha calle de Jesús.

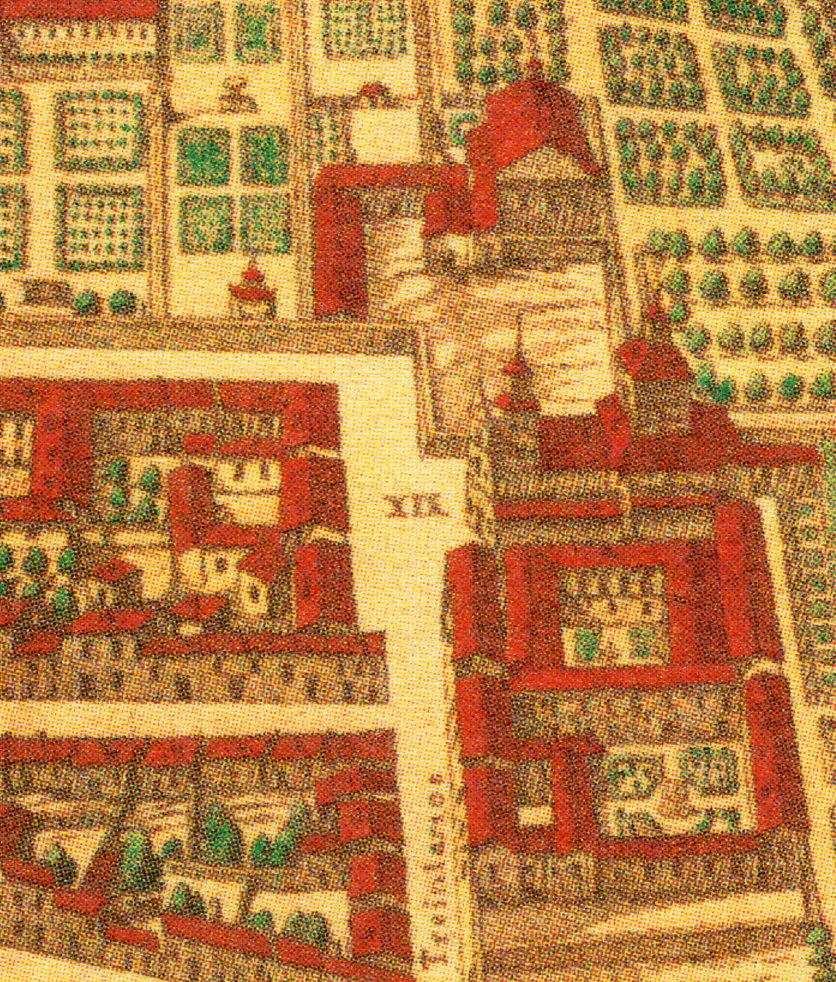
Localización en el Plano de Texeira, 1656.

Su nombre se debe a la proximidad antaño de una iglesia del mismo nombre, sita en la misma plaza. Esta iglesia era la capilla del derruido convento de trinitarios descalzos de la Encarnación, fundado el 7 de abril de 1606 por el duque de Lerma, Francisco de Sandoval y Rojas. En la primera mitad del siglo xx se construyó un nuevo edificio religioso sobre el anterior, conformando la actual basílica de Jesús de Medinaceli.
En la basílica se conserva una imagen de Jesús Nazareno —el Cristo de Medinaceli— que, alojada previamente en la iglesia de La Mamora (actual Mehdía) cuando la ciudad estaba en manos españolas, tras la toma de esta en 1681 por el sultán Mulay Ismaíl fue llevada a Mequinez, sin embargo sería recuperada en 1682 por trinitarios y traída al templo madrileño.

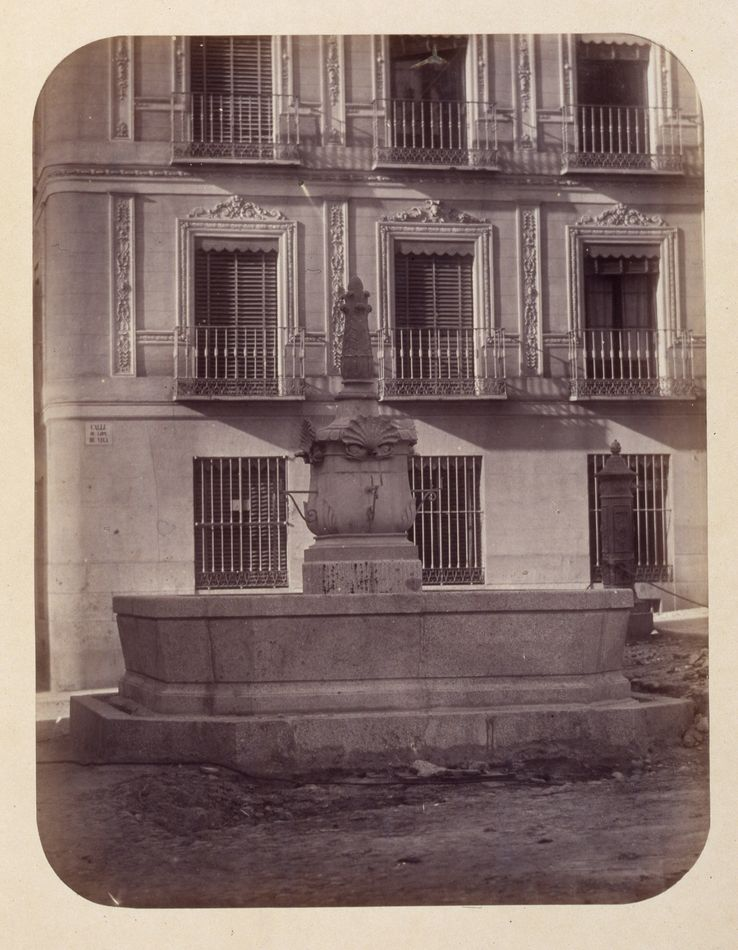
Fuente en 1864.
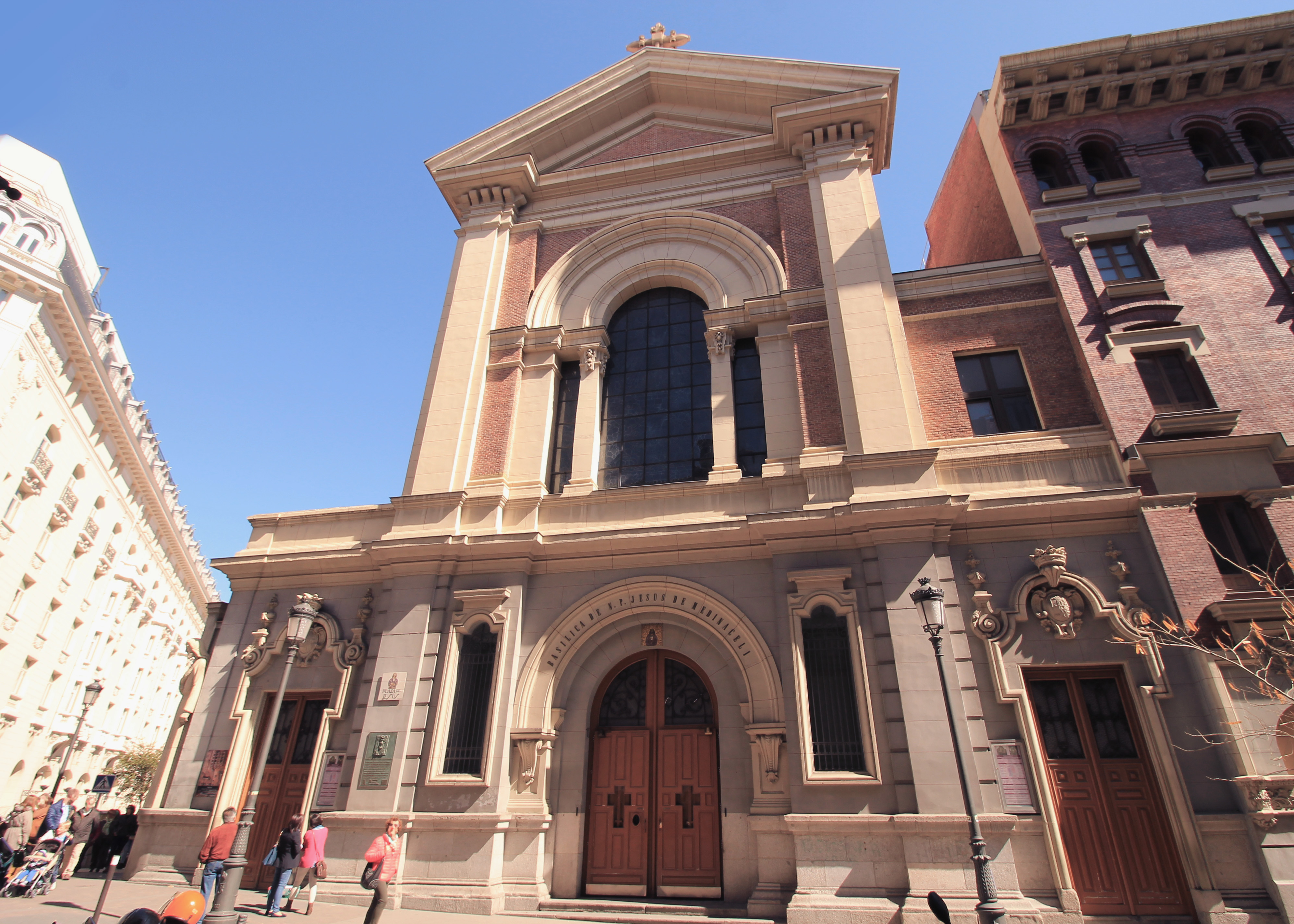
Basílica de Jesús de Medinaceli, en 2015.
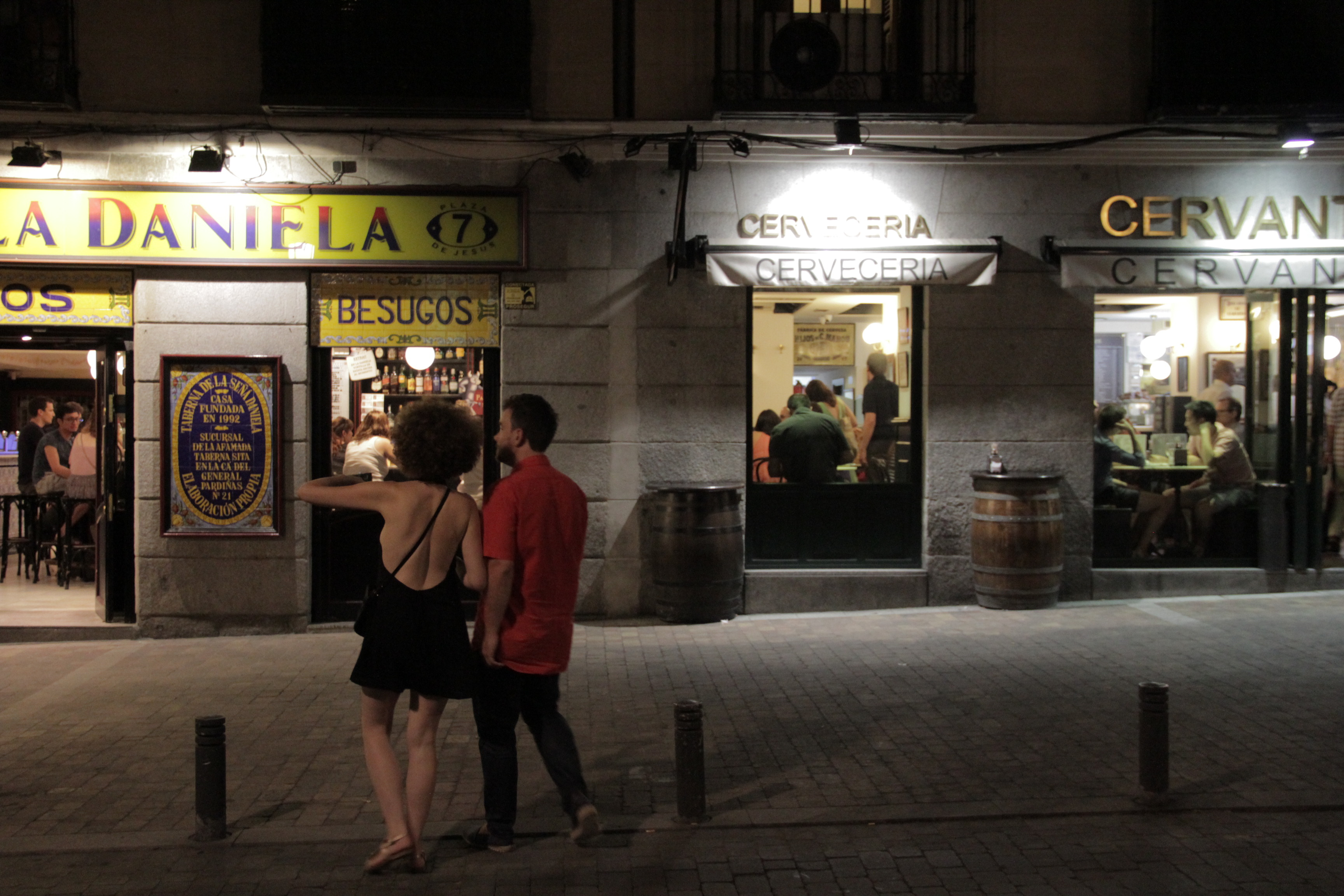
Vista nocturna de la plaza, en 2016.